# 제시카 코피엘
제시카 코피엘(Jessica Cauffiel, 1976년 3월 30일 ~ )은 미국의 배우이다.

## 출연 작품
- 금발이 너무해 3 (2020)
- 훗 (2006)
- 세상에서 가장 빠른 인디언 (2005)
- 게스 후? (2005)
- 디.이.비.에스. (2004)
- 화이트 칙스 (2004)
- 붙어야 산다 (2003)
- 금발이 너무해 2 (2003)
- 유 스투피드 맨 (2002)
- 금발이 너무해 (2001)
- 발렌타인 (2001)
- 캠퍼스 레전드 2 (2000)
- 로드 트립 (2000)
- 도시 탈출 (1999)
- 더 드류 캐리 쇼 (1995)